# Radio Illimani

Radio Illimani - Red Patria Nueva, conocida a partir de 2006 como Red Patria Nueva, es la emisora del Estado Boliviano, parte de la Red de Medios Estatales del Estado Plurinacional de Bolivia. Fundada el 15 de julio de 1933 como una emisora privada se hizo popular durante la Guerra del Chaco, cuando mantuvo informada a la población sobre los avances del enfrentamiento, a la vez que promovía el espíritu nacionalista. En 1937 los equipos fueron donados al Estado Boliviano.

## Historia
Inició sus transmisiones el 15 de julio de 1933, en plena Guerra del Chaco, enfrentamiento durante el cual la emisora cumplió un rol importante, en sus filas se hallaron personalidades como Gamaliel Churata quien produjo el programa: El hombre de la calle, conducido por Carlos Cervantes. Fue la segunda broadcasting del país después de radio nacionales, de los hermanos Costa, sus ondas fueron captadas a nivel continental en una época en que la radiodifusión se consolidaba como el medio de comunicación más importante.
Durante su historia transmitió importantes eventos como el Primer Congreso Indigenal de Bolivia en 1945.
A partir del año 2015 reorganizó su programación para ofrecer a la población la señal 24 horas. Fue fundada por Simón Iturri Patiño, que también introdujo la primera radio a Bolivia en épocas de la Guerra del Chaco.
Su nombre original fue Radio Illimani que con la llegada de Evo Morales al poder en 2006 fue rebautizada como Radio Patria Nueva o más conocido como Red Patria Nueva que se conformó como una red de emisoras con el eslogan "Las Voces del Estado Plurinacional de Bolivia". 
Durante la gestión de Evo Morales la emisora fue acusada de ser  un medio de propaganda política a favor del Movimiento al Socialismo (MAS) y de realizar ataques a los principales opositores al gobierno.
En 2019 tras la renuncia de Evo Morales y la asunción de Jeanine Áñez como presidenta interina de Bolivia, la radioemisora sufrió varios cambios, entre ellos el retorno de su nombre original que era Radio Illimani con su nuevo eslogan "La Voz de Bolivia".
Tras la asunción de Luis Arce en 2020, la emisora cambió su nombre de nuevo a su nombre anterior, Red Patria Nueva (conservando el nombre "Radio Illimani") con el nuevo eslogan "La Señal Que Une a Los Pueblos", a partir de ello  hubo una renovación total de su programación pero aun es acusada de ser un medio de comunicación parcializado con la línea del gobierno.

## Red de emisoras
La central tiene dos señales que son 1020 AM y 94.3 FM para la ciudad de La Paz y ciudad de El Alto. La señal 1020 AM está disponible en otros municipios del Departamento de La Paz como son Laja, Achacachi, Palca, la provincias Larecaja y  Sud Yungas.
- Cochabamba (Área metropolitana) -  93.7 FM
- Oruro, Sucre, Potosí, Tarija, Santa Cruz, Trinidad, Cobija, Montero, Yacuiba, Riberalta -  94.3 FM

También transmite por onda corta en la frecuencia de 6025 kHz desde la ciudad de La Paz.